# Lugnano in Teverina
Lugnano in Teverina es una localidad italiana de la provincia de Terni, región de Umbría, con 1.610 habitantes.

## Evolución demográfica
| Gráfica de evolución demográfica de Lugnano in Teverina entre 1861 y 2001 |
|                                                                           |
| Fuente ISTAT - Elaboración gráfica por parte de Wikipedia                 |